# Director de tecnología
Un director de tecnología (en inglés chief technology officer, siglas de CTO) es el máximo responsable del departamento técnico y tecnológico de una compañía. Además, supervisa e inspecciona la investigación y el desarrollo, y actúa como asesor técnico de un ejecutivo superior, como el director ejecutivo.
Los CTO toman decisiones sobre la infraestructura tecnológica general que se alinean estrechamente con los objetivos de la organización.Los atributos de los roles de un CTO difieren entre empresas, dependiendo en gran medida de su estructura organizativa.

## Historia

### Segunda Guerra Mundial
Después de la Segunda Guerra Mundial, las grandes corporaciones establecieron laboratorios de investigación en lugares separados de sus sedes centrales. Los objetivos de la corporación eran contratar científicos y ofrecerles instalaciones para llevar a cabo investigaciones en nombre de la empresa sin las cargas del trabajo diario de oficina. Aquí es donde se origina la idea de un CTO, que se enfoca en las infraestructuras tecnológicas generales.
En ese momento, el director del laboratorio era un vicepresidente corporativo que no participaba en las decisiones corporativas de la empresa. En cambio, el director técnico era el individuo responsable de atraer a nuevos científicos, realizar investigaciones y desarrollar productos.

### Década de 1980
En la década de 1980, el papel de estos directores de investigación cambió sustancialmente. Como la tecnología se estaba convirtiendo en una parte fundamental del desarrollo de la mayoría de los productos y servicios, las empresas necesitaban un ejecutivo operativo que pudiera entender el aspecto técnico del producto y brindar asesoramiento sobre las formas de mejorarlo y desarrollarlo.
Todo esto condujo a la creación del puesto de director de tecnología por parte de las grandes empresas a finales de la década de 1980 con el crecimiento de la industria de la tecnología de la información y las empresas de informática.

## Descripción
Un CTO «examina las necesidades a corto y largo plazo de una organización, y utiliza capital para realizar inversiones diseñadas para ayudar a la organización a alcanzar sus objetivos... [el CTO] es el puesto ejecutivo de tecnología más alto dentro de una empresa y lidera el departamento de tecnología o ingeniería». El rol se hizo prominente con el ascenso de la industria de la tecnología de la información (TI), pero desde entonces se ha vuelto prevalente en industrias basadas en la tecnología de todo tipo, incluidas las tecnologías basadas en computadoras (como desarrollador de juegos, comercio electrónico y redes sociales) y otras tecnologías no centradas en computadoras (como biotecnología/farmacéutica, defensa y automotriz). 
En organizaciones no técnicas como puesto de oficial corporativo, el CTO típicamente reporta directamente al director de información (CIO) y se ocupa principalmente de problemas a largo plazo y «de alto nivel» (si bien aún posee un profundo conocimiento técnico del campo relevante). En organizaciones centradas en la tecnología, los puestos de CIO y CTO pueden estar al mismo nivel.
Dependiendo de la estructura y jerarquía de la empresa, también puede haber puestos como gerente de I+D, director de I+D y vicepresidente de ingeniería con los que el CTO interactúa o supervisa. El CTO también necesita un conocimiento práctico de las cuestiones reglamentarias (por ejemplo, la Administración de Alimentos y Medicamentos de EE. UU., la Agencia de Protección Ambiental, la Comisión de Seguridad de Productos del Consumidor, según corresponda) y de propiedad intelectual (por ejemplo, patentes, secretos comerciales, contratos de licencia).